# 近江小室藩
近江小室藩（おうみこむろはん）は、近江国浅井郡小室（現在の滋賀県長浜市小室町）に存在した藩。藩庁は小室陣屋に置かれた。

## 藩史
藩祖は小堀遠州の名で知られた小堀政一である。政一の父の小堀正次は浅井長政、豊臣秀吉に仕え、関ヶ原の戦いでは東軍に与して功を挙げたことから、戦後に備中松山藩を中心として1万4,460石の所領を与えられた。慶長9年（1604年）に正次が死去すると、子の政一が跡を継いだ。このとき、政一は2,000石ほどを弟の小堀正行に分与している。
元和5年（1619年）、政一は備中松山より近江小室に移され、近江小室藩が立藩した。第2代藩主小堀正之は弟に1,000石を分与している。第4代藩主小堀政房も弟2人に500石、300石を分与したため、藩領は1万630石となる。
第5代藩主小堀政峯は7年半にわたって若年寄を務めたことから、譜代大名の格式を許され、雁間詰となった。しかし政峯の死後、跡を継いだ第6代藩主の小堀政方は伏見奉行などを歴任し、さらに老中として権勢を振るった田沼意次に対して協力的な態度をとったため、田沼時代も末期の天明5年（1785年）に失脚する。翌年に意次が失脚すると、親田沼派の大名であったということから、田沼派の徹底的な粛清を図る松平定信がさらに追い討ちをかけた。天明8年（1788年）5月6日、伏見奉行在職中に伏見の義民による決起事件があり、それにより不正、服務規程違反などが幕府の知るところとなり、同年6月12日（1788年7月15日）に改易され、相模小田原藩主大久保家にお預けの身となり、その子の政登も改易された。近江小室藩は廃藩となった。

## 歴代藩主
小堀家
外様→譜代格 1万2460石→1万1460石→1万630石
1. 政一（まさかず）【元和5年藩主就任 - 正保4年2月6日死去】〔伏見奉行〕
2. 正之（まさゆき）【正保4年8月21日藩主就任 - 延宝2年8月24日死去】
3. 政恒（まさつね）【延宝2年11月15日藩主就任 - 元禄7年1月2日死去】〔加番〕
4. 政房（まさふさ）【元禄7年3月6日藩主就任 - 正徳3年10月16日死去】
5. 政峯（まさみね）【正徳3年12月9日藩主就任 - 宝暦10年12月16日死去】〔大番頭、伏見奉行、奏者番、若年寄（2回）〕
6. 政方（まさみち）【明和7年3月15日藩主就任 - 天明8年6月12日改易】〔大番頭、伏見奉行〕

## 移築建物
陣屋門が移築現存する。